# 1520-ті

## Події
- 1523—1525 — видавнича діяльність Ф. Скорини у Вільні;

## Монархи
- Королем Англії був Генріх VIII.
- Великим князем Московським формально був Василій III.
- Імператором Священної Римської імперії все десятиліття був Карл V, який при цьому одночасно був регентом Іспанії при власній матері, королеві Хуані I Божевільній.
- Король Польщі — Сигізмунд I Старий.
- Королем Франції був Франциск I.
- Папою Римським до 1521 року був Лев X, у 1522-1523 - Адріан VI, надалі Климент VII.

## Народились
- Народились 1520
- Народились 1521
- Народились 1522
- Народились 1523
- Народились 1524
- Народились 1525
- Народились 1526
- Народились 1527
- Народились 1528
- Народились 1529
- Народились 152 до н. е.

- Іван Підкова

## Померли
- Померли 152
- Померли 1520
- Померли 1521
- Померли 1522
- Померли 1523
- Померли 1524
- Померли 1525
- Померли 1526
- Померли 1527
- Померли 1528
- Померли 1529
- Померли 152 до н. е.
- Померли 152 до н.е.